# Gibbobruchus mimus
Gibbobruchus mimus är en skalbaggsart som först beskrevs av Thomas Say 1831.  Gibbobruchus mimus ingår i släktet Gibbobruchus och familjen bladbaggar. Inga underarter finns listade i Catalogue of Life.